# 마리아 푸르트벵글러
마리아 푸르트벵글러(Maria Furtwängler, 1966년 9월 13일 ~ )는 독일의 의사, 배우이다.

## 출연 작품
- 그곳의 날씨 (2015)
- 레나 (2007)